# Comuna Serhiivka, Bratske
Serhiivka (în ucraineană Сергіївка) este o comună în raionul Bratske, regiunea Mîkolaiiv, Ucraina, formată din satele Mîhailivka, Serhiivka (reședința) și Serhiivske.

## Demografie
Componența lingvistică a comunei Serhiivka
     Ucraineană (48,83%)
     Rusă (42,39%)
     Română (8,31%)
     Alte limbi (0,23%)
Conform recensământului din 2001, nu exista o limbă vorbită de majoritatea populației, aceasta fiind compusă din vorbitori de ucraineană (48,83%), rusă (42,39%) și română (8,31%).